# 소은이의 무릎
"소은이의 무릎"은 2019년에 개봉한 대한민국의 영화이다.

## 캐스팅
- 박세은 : 소은 역
- 박아인 : 유진 역
- 박성우 : 용식 역
- 박수연 : 진미 역
- 이보영 : 목발선배 역
- 김호원 : 체육선생 역
- 김광현 : 소은아빠 역
- 김수현 : 대박걸 역
- 오지영 : 소은엄마 역
- 조마리아 : 할머니 역
- 조세영 : 신입부원 역
- 나윤정 : 에이스 역
- 이사무엘 : 용식친구 대 역
- 이건우 : 용식친구 소 역
- 최자영 : 용식 모 역
- 박가애 : 앞집아줌마 역
- 박웅원 : 후배농구감독 역
- 장유 : 농협조합장 역
- 박우진 : 발연기배우 역
- 김대인 : 록밴드 역
- 최현석 : 록밴드 역
- 이상윤 : 록밴드 역
- 홍예은 : 반장녀 역
- 설찬미 : 욕설녀 역
- 조정윤 : 농구오디션녀 1 역
- 고은빈 : 농구오디션녀 2 역
- 오나은 : 농구오디션녀 3 역
- 임연희 : 양호선생님 역
- 라영수 : 옆집할아버지 역
- 최이령 : 옆집아진이 역
- 박은찬 : 등교학생 / 극장연인 역
- 장경환 : 등교학생 역
- 한유지 : 등교학생 역
- 나현우 : 등교학생 역
- 이은택 : 농구연습상대 역
- 임백철 : 농구연습상대 역
- 오진하 : 극장연인 역
- 장수정 : 간호사 / 환자 역
- 박보영 : 간호사 / 환자 역
- 정민경 : 간호사 / 환자 역
- 정민경 : 간호사 / 환자 역
- 반재두 : 마트알바생 역
- 김효관 : 농구심판 1 / 영화관 매점 역

## 같이 보기
- 2019년 대한민국의 영화 목록